# Windows XP-modus
Windows XP-modus (Engels: Windows XP Mode) is een functie die beschikbaar is voor Windows 7 waardoor het mogelijk is om een Windows XP-programma uit te voeren dat normaal gezien niet werkt op Windows 7. Dit wordt gerealiseerd door het toepassen van emulatie, in een virtuele machine door middel van Microsoft Virtual PC. Deze XP-programma's worden weergeven alsof ze werken onder Windows 7 en ze kunnen ook gelinkt worden in het startmenu. De Windows XP-modus wordt geleverd met een volledig gelicenseerd exemplaar van Windows XP Professional (Service Pack 3).

## Systeemeisen
Windows XP-modus is enkel te gebruiken op Windows 7 Professional, Enterprise en Ultimate in combinatie met Windows Virtual PC. Deze moet apart worden gedownload en geïnstalleerd. De processor moest hardwarevirtualisatie ondersteunen, maar deze eis viel met een latere update weg.